# Aparat Thielego

Schemat aparatu Thielego. Strzałki wskazują kierunek cyrkulacji ogrzewanej cieczy

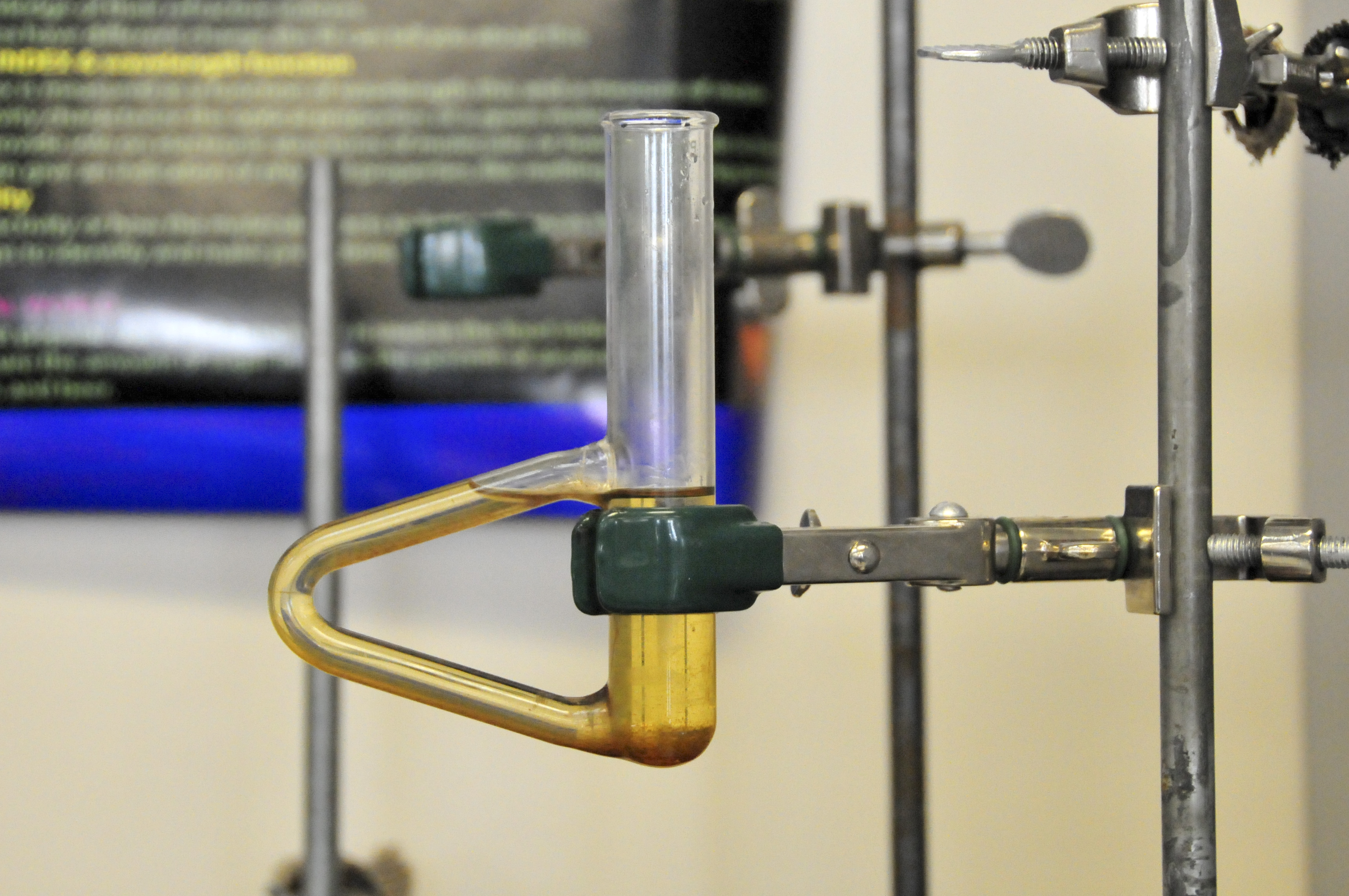
Aparat Thielego

Aparat Thielego (probówka Thielego, przyrząd Thielego) – szklane naczynie laboratoryjne służące do oznaczania temperatury topnienia związków chemicznych. Kształt aparatu jest zbliżony do tradycyjnej probówki z boczną szklaną rurką tworzącą kształt trójkąta. Jego nazwa pochodzi od niemieckiego chemika Johannesa Thielego.

## Działanie
Aparat napełnia się olejem lub stężonym kwasem siarkowym. Boczne ramię aparatu ogrzewa się za pomocą palnika lub innego elementu grzewczego. Rozgrzana ciecz obniża swoją gęstość wędrując ku górze, tym samym chłodniejsza ciecz przemieszcza się w dół. W ten prosty sposób zapewniona jest stała i równomierna cyrkulacja ogrzewającej cieczy.

## Pomiar temperatury topnienia
Badaną substancję, której temperatura topnienia ma zostać oznaczona wprowadza się do szklanej kapilarki o średnicy około 1 mm zatopionej na jednym końcu. Kapilarę mocuje się do termometru, tak aby badana substancja znajdowała się na wysokości jego zbiorniczka. Termometr wraz z kapilarą zanurza się w cieczy wypełniającej aparat. Tak przygotowany zestaw ogrzewa się. Gdy badana substancja zacznie się topić odczytuje się wartość temperatury na termometrze.
Aby pomiar temperatury aby mógł zostać uznany za wiarygodny, powinien być wykonany kilkukrotnie. Pomiar temperatury topnienia powinno się również skorygować zgodnie z dostępnymi wzorcami. Podaje się wówczas pomiar jako skorygowany lub nieskorygowany. 
Możliwe jest również wykonanie pomiaru w podobny sposób w kolbie Kjeldahla.
Aparat ten jest coraz rzadziej stosowany ze względu na dostępność specjalistycznych urządzeń do pomiaru temperatury topnienia wyposażonych w szkło powiększające ułatwiające obserwację próbki, elektrycznie regulowaną zmianę temperatury oraz osłonki zabezpieczające przed oparzeniem.

## Pomiar temperatury wrzenia
Aparat Thielego umożliwia także pomiar temperatury wrzenia. W tym celu w cieczy roboczej zanurza się przymocowaną do termometru mikroprobówkę z badaną substancją, w której zanurzona jest jednostronnie zatopiona kapilara (otwartym końcem do dołu). Aparat ogrzewa stopniowo aż do uzyskania wrzenia substancji. Następnie rozpoczyna się powolne schładzanie. Temperatura, w której do kapilary zostanie zassana badana ciecz jest temperaturą wrzenia.